# Келентерли, Явер
Явер Келентерли (азерб. Yavər Kələntərli, 1902—1979), урождённая Явер Али кызы Заманова, также пишется как Явар Калантарлы, была азербайджанской советской ханандой, исполнительницей мугама, азербайджанского музыкального жанра. В 1939 году ей было присвоено звание заслуженной артистки Азербайджанской ССР.

## Биография
Явер Али кызы Заманова родилась 26 марта 1902 года в Шамахе Бакинской губернии Российской империи (современный Азербайджан). Была замужем за Ходаверди Келентерли. Явер в 1924 году познакомилась с композитором Муслимом Магомаевым, и он вдохновил её на музыкальную карьеру.
Явер была солисткой Азербайджанского радио с 1932 по 1937 год, солисткой Азербайджанского государственного академического театра оперы и балета с 1937 по 1941 год и с 1945 по 1951 год. Некоторые из её известных ролей в мугамной опере включают «Лейли и Меджнун» Узеира Гаджибекова (в роли матери Лейлы), «Асли и Карам» Узеира Гаджибекова (в роли Асали) и «Шах Исмаил» Муслима Магомаева (в роли Арабзанги). Помимо мугамов, Явер также исполняла азербайджанские народные песни.
Умерла 5 февраля 1979 года в Баку.